# Matigramma
Matigramma é um gênero de traça pertencente à família Arctiidae.